# Frank Cervell
Frank Rutger Cervell, né le 22 février 1907 à Norrköping et mort le 3 septembre 1970 à Stockholm, est un escrimeur suédois, ayant pour arme l'épée.

## Biographie
Frank Cervell est médaillé de bronze olympique dans l'épreuve d'épée par équipes aux Jeux olympiques d'été de 1948 à Londres. 
Une médaille de bronze mondiale par équipes en 1937 et une d'argent par équipes en 1938 complètent le palmarès de Cervell.